# Pavlodari repülőtér
A Pavlodari repülőtér (IATA: PWQ, ICAO: UASP) Kazahsztán egyik nemzetközi repülőtere, amely Pavlodar közelében található. Éves utasforgalma 177 050 fő (2016).

## Futópályák
A repülőtér futópályái:
- 03/21 (2500 m, beton)

## Forgalom
Az utasforgalom az elmúlt években az alábbi módon változott:
| Utasok száma | 121 310 | 123 964 | 122 488 | 160 986 | 177 050 | 188 169 | 180 204 |
|              | 2012    | 2013    | 2014    | 2015    | 2016    | 2017    | 2018    |

## Légitársaságok és úticélok
2023-ban a Pavlodari repülőtérről az alábbi járatok indulnak:
| Légitársaság  | Célállomások            |
| ------------- | ----------------------- |
| FlyArystan    | Almaty                  |
| Qazaq Air     | Almaty, Astana, Şymkent |
| SCAT Airlines | Astana, Turkistan       |